# Alfons Lehnert
Alfons Lehnert (* 9. September 1928; † 15. Februar 2022) war ein deutscher Sportwissenschaftler und Hochschullehrer.

## Leben
Lehnert wuchs in Schlesien auf. Nach der Grundschule begann er seine Lehrerausbildung an einer pädagogischen Fachschule, die er aufgrund des Zweiten Weltkriegs vorzeitig beenden musste. Er wurde in den Reichsarbeitsdienst eingezogen, geriet wenige Tage nach Kriegsende in sowjetische Gefangenschaft, wurde in ein Lager nach Sibirien gebracht und zur Arbeit in einem Aluminiumwerk verpflichtet. Während der Gefangenschaft kam er mit dem Nationalkomitee Freies Deutschland in Berührung und besuchte eine Antifa-Schule. Ende Januar 1949 wurde er aus der Gefangenschaft entlassen und kam auf eigenen Wunsch in die sowjetische Besatzungszone, wo er zunächst in Freyburg an der Unstrut als Lehrer an einer Landessportschule arbeitete und bereits im Mai 1950 die Leitung der Schule übernahm. Am Ende des Jahres 1951 nahm er als einer der ersten Studenten aus der Deutschen Demokratischen Republik am Staatlichen Zentralen Institut für Körperkultur Moskau ein vierjähriges Sportstudium auf. Nach dem Abschluss des Studiums 1955 war Lehnert als Sportlehrer tätig und gehörte unter anderem zum Trainerstab der Fußballmannschaft Lokomotive Leipzig.
In den Jahren 1958 und 1959 leitete er an der Deutschen Hochschule für Körperkultur (DHfK) in Leipzig einen Lehrgang zur Ausbildung von Fußballtrainern und wechselte anschließend an die DHfK-Forschungsstelle. 1964 schloss er in Leipzig seine Doktorarbeit (Thema: „Einige Besonderheiten der unmittelbaren Vorbereitung auf entscheidende Wettkämpfe  ein Beitrag zum Problem Erreichen sportlicher Höchstleistungen zum im Voraus bestimmten Zeitpunkt“) ab. Er wurde Prorektor der DHfK. Ab 1969 war Lehnert als Dozent am Leipziger Forschungsinstitut für Körperkultur und Sport (FKS) und später ordentlicher Professor für Theorie und Methodik des sportlichen Trainings sowie drei Jahre lang stellvertretender Leiter des FKS, Dekan der Fakultät sowie zwei Jahre lang Direktor im Bereich Leistungssport. In seiner Forschungsarbeit befasste er sich unter anderem mit den Themengebieten Wettkampf, Wettkampfvorbereitung, sportliche Belastung und die Akklimatisierung der Sportler. Darüber hinaus standen die Gebiete „Planung, Organisation und Untersuchungsmethoden der Leistungssportforschung“, „Theorie und Methodik des Trainings“, Fragen der interdisziplinären Forschung in der Sportwissenschaft, Einflussfaktoren der sportlichen Leistung, sowie „untersuchungsmethodischen Problemen der Sportforschung“ im Mittelpunkt seiner Arbeit. 1989 veröffentlichte er in Zusammenarbeit mit Günter Schnabel historische Betrachtungen der Theorie und Methodik des Trainings in der DDR.
Im Buch „Doping Dokumente: Von der Forschung zum Betrug“ von Brigitte Berendonk wird Lehnert als leitender Mitarbeiter des Forschungsinstitutes für Körperkultur und Sport in Zusammenhang mit Doping genannt: „Der am FKS für das gesamte Dopingprogramm zentral verantwortliche Leiter der Themengruppe ‚u.M.‘, Prof. Dr. A. Lehnert, war z.B. früher Prorektor der DHfK.“ Im 2012 erschienenen Buch „Doping im Spitzensport - Sportwissenschaftlichen Analysen zur nationalen und internationalen Leistungsentwicklung (Sportentwicklung in Deutschland)“ von Andreas Singler und Gerhard Treutlein heißt es: „Nach Lehnert und Gürtler war der Verstoß gegen Doping-Regeln eine wesentliche Grundlage der DDR-Erfolge im Sport: ‚Unsere Erfolge auf dem Gebiet des Leistungssports beruhen auf der wissenschaftlichen Trainingsmethodik und der Anwendung biologisch-pharmakologischer Mittel, die auf der Dopingliste stehen‘ (zitiert nach Spitzer, 1998, 136).“
1990 wurde Lehnert im Rahmen der Auflösung der Deutschen Hochschule für Körperkultur emeritiert. In den folgenden Jahren veröffentlichte er unter anderem in der Zeitschrift Leistungssport Aufsätze zur Wettkampfvorbereitung und zum Wettkampf in Höhenlagen. Darüber hinaus erschienen Beiträge von Lehnert auch in englisch- und italienischsprachigen sportwissenschaftlichen Publikationen. 2016 veröffentlichte er seine Lebensgeschichte in dem Werk „Ich und die Russen“.